# Tethysvirus
Tethysvirus ist eine vom International Committee on Taxonomy of Viruses (ICTV) im April 2023 eingerichtete Gattung von Riesenviren in der neuen Familie Mesomimiviridae.
Die Gattung umfasst mit diesem Stand drei Spezies (Arten), T, hollandense, T. ontarioense und T. raunefjordenense.
Diese drei Arten umfassen aquatische (im Wasser vorkommende) Viren, die Haptophyten der Familie Prymnesiophyceae infizieren. Sie waren daher zunächst als Mitglieder der Gattung Prymnesiovirus in der Algavirales-Familie Phycodnaviridae vorgeschlagen worden.
Diese Viren bilden nach phylogenetischen Untersuchungen eine monophyletische Klade mit hoher Unterstützung in der Verwandtschaft der Imitervirales-Familie Mimiviridae, weshalb sie (wieder) in dieselbe Gattung der neuen Familie Mesomimiviridae eingeordnet wurden.
Diese jetzt der Ordnung Imitervirales zugeordnete Klade wurde früher provisorisch entsprechend der damaligen Zuordnung nach den bislang noch unbestätigten Vertretern „Organic Lake Phycodnavirus 1“ und „2“ (OLPV1 und OLPV2), gefunden im Organic Lake, Antarktis OLPG-Klade (Organic Lake Phycodnavirus Group) genannt.
Die Gattung Tethysvirus ist zunächst die einzige offiziell bestätigte Gattung der Familie Mesomimiviridae. Es gibt jedoch noch außer den beiden OLPVs weitere Kandidaten für eine Reklassifizierung von der Gattung Prymnesiovirus zu den Mesomimiviridae, die dann möglicherweise der Gattung Tethysvirus zugeordnet werden könnten (siehe Mesomimiviridae und Imitervirales §Systematik).

## Systematik
Systematik nach International Committee on Taxonomy of Viruses (ICTV, Stand Mai/Juni 2024) und Aylward et al. (2021):
Phylum Nucleocytoviricota (NCLDV), Klasse: Megaviricetes, Ordnung: Imitervirales
- Familie Mesomimiviridae (Klade OLPG)[3]
  - Gattung Tethysvirus
    - Spezies Tethysvirus hollandense (Phaeocystis-globosa-Virus 12T/14T/16T-Klade)[7]
      - Phaeocystis-globosa-Virus PgV-16 (PgV-16T, T steht für Texel, Niederlande)[8] - Referenz („Exemplar“)
      - Phaeocystis-globosa-Virus PgV-12 (PgV-12T)[9][10]
      - Phaeocystis-globosa-Virus PgV-14 (PgV-14T)[11]

    - Spezies Tethysvirus ontarioense[12][13]
      - Chrysochromulina-parva-Virus BQ2[13]

    - Spezies Tethysvirus raunefjordenense
      - Chrysochromulina-ericina-Virus CeV-01 (CeV-01B, B steht für Bergen: Raunefjord), alias Haptolina-ericina-Virus HeV-01 (HeV-01B)

## Tethysvirus hollandense
Zunächst waren alle Phaeocystis-globosa-Viren aus den Niederlanden (Texel) und England (Plymouth) in die Gattung Prymnesiovirus der Familie Phycodnaviridae gestellt wurden. Aber schon Claverie et al stellten 2018 fest, dass dies nicht für PgV-16T gelten konnte, welches definitiv einer anderen Virusgruppe angehörte als der (vorgeschlagene) Prymnesiovirus-Stamm PgV-01T.
Abrahão et al. stellten dann 2018 fest, dass dies auch für PgV-12T und PgV-14T gilt.
Das ICTV hat dann auf den 2021er Vorschlag von Aylward et al. hin im April 2023 diese drei Stämme in dieselbe neue Spezies Tethysvirus hollandense der neuen Familie Mesomimiviridae (Ordnung Imitervirales) gestellt.
Wie Sheila Roitman et al. im Januar 2023 berichteten, wird PgV-14T parasitiert von „Preplasmiviricota sp. Gezel-14T“ (PLV ‘Gezel-14T), einem nahen Verwandten von „Phaeocystis globosa virus-virophage“ (PgVV). Gezel-14T ist aber offenbar kein Mitglied der Preplasmiviricota-Klasse Maveriviricetes (bzw. der früheren Familie Lavidaviridae), zu der alle offiziell bestätigten Virophagen gehören (Stand 30. April 2024). Die Koinfektion mit Gezel-14T verringert die Fitness des viralen Wirts, indem sie die Menge der erzeugten PgV-14T-Virionen zum Zeitpunkt der Freisetzung reduziert, jedoch nicht so stark, dass die Population der Wirtszelluläre Wirtspopulation völlig verschont bleibt. Die Ergebnisse zeigen, dass Gezel-14T-ähnliche PLVs (Polinton-artige Viren, alias Preplasmiviricota) sich ins Phaeocystis-Genome integrierten, was auch bei Virophagen der Gattung Mavirus beobachtet wurde. Dies legt nahe, dass diese weit verbreiteten Viren zur Integration in zelluläre Wirtsgenome fähig sind.

## Tethysvirus ontarioense
In ähnlicher Weise wie mit den Phaeocystis-globosa-Viren wurde vom ICTV im April 2023 auch mit den Chrysochromulina-parva-Viren verfahren: Während der (vorgeschlagene) Stamm CpV-BQ1 bei der Phycodnaviridae (Gattung Prymnesiovirus?) verblieb, wurde CpV-BQ2 in der neue Spezies Tethysvirus ontarioense bestätigt.
Im April 2019 hatten J. Stough et al. über ihren Fund eines nach CpV-BQ1 zweiten Algenvirus aus dem Ontariosee berichtet, das ebenfalls die Süßwasser-Haptophyten der Spezies Chrysochromulina parva infiziert und von ihnen daher provisorisch Chrysochromulina parva virus BQ2 (CpV-BQ2) genannt wurde. Das Virus zeigte sich als klar der Supergruppe NCLDV (dem heutigen Phylum Nucleocytoviricota) angehörig. Sein Genom hat eine Länge von 437 kBp (kilo-Basenpaaren), kodiert 533 Offene Leserahmen (englisch Open reading Frames, ORFs), und hat einen GC-Gehalt von 25 %. Die phylogenetischen Analysen zeigten eine Nähe zur Familie Mimiviridae (damals „extended Mimiviridae“ genannt, was die drei heutigen Familien Allomimiviridae, Mesomimiviridae und Schizomimiviridae umfasst). CpV-BQ2 war das erste sicher dieser Gruppe angehörige Mitglied aus einem Süßwasser-Ökosystem.
Zu diesem Virus konnte das Team auch drei neue Virophagen identifizieren (Curly, Larry und Moe), die zusammen mit CpV-BQ2 replizieren und zu de Polinton-ähnlichen Viren gehören (heute Klasse Virophaviricetes, zuvor Maveriviricetes) und je 19 bis 23 Gene kodieren. Virus und Virophagen könnten auch zusammen mit Algenblüten von Microcystis aeruginosa im Eriesee und im Tai Hu (Lake Tai, China) aufgetreten sein.

## Tethysvirus raunefjordenense
Ähnliches wie für die beiden anderen Spezies gilt für das Chrysochromulina-ericina-Virus – es ist nur der Stamm CeV-01B bekannt. Dieser wurde vom ICTV analog in die neue Spezies Tethysvirus raunefjordenense verschoben.

## Etymologie
Die Gattung Tethysvirus ist nach der Titanin Tethys der griechischen Mythologie benannt. Tethys ist auch die Bezeichnung eines Meeres im Erdzeitalter des Mesozoikums.
Das Artepitheton hollandense (holländisch) verweist wie auch der Suffix ‚T‘ der Viruskurzbezeichnungen auf Texel, Niederlande.
Das Artepitheton ontarioense verweist auf die kanadische Provinz Ontario und den Ontariosee, wo das Virus gefunden wurde.
Das Artepitheton raunefjordenense (vom Raunefjord, norwegisch und englisch Raunefjorden) verweist wie auch der Suffix ‚B‘ der Viruskurzbezeichnungen auf das Fjord bei Bergen (Norwegen), Norwegen.